# Sainte-Geneviève (Aisne)
Pour les articles homonymes, voir Sainte-Geneviève.
Sainte-Geneviève est une commune française située dans le département de l'Aisne, en région Hauts-de-France.

## Géographie

### Localisation
Sainte-Geneviève est un village rural de la Thiérache situé sur la rive droite de la Serre  et limitrophe par le sud-ouest de l'ancien chef-lieu de canton de Rozoy-sur-Serre. 
Il est situé à vol d'oiseau à 18 km au sud-est de Vervins, 22 km au sud de Hirson et 29 km de la frontière franco-belge, 46 km à l'ouest de Charleville-Mézières, 32 km au nord-ouest de Rethel et 36 km au nord-est de Laon.
La commune se trouve dans la zone d'emploi d'Hirson ainsi que dans son bassin de vie.

### Communes limitrophes
Les communes limitrophes sont Chéry-lès-Rozoy, Dolignon, Morgny-en-Thiérache, Renneval, Soize et Vincy-Reuil-et-Magny.

### Géologie et relief
La superficie de la commune est de 4,53 km2 ; son altitude varie de 126  à   211 mètres. 

### Hydrographie

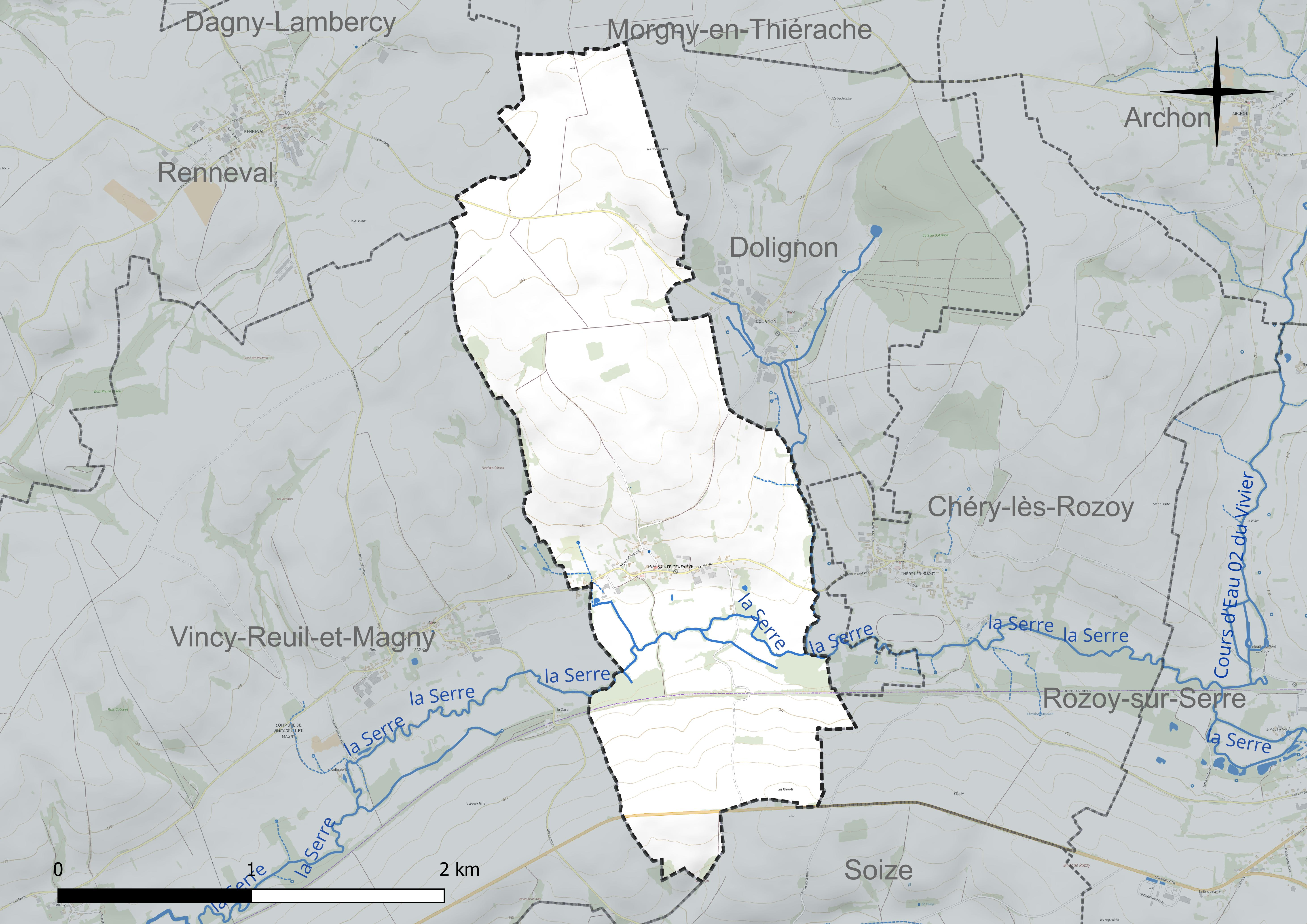
Réseau hydrographique de Sainte-Geneviève.

La commune est située dans le bassin Seine-Normandie. 
Elle est drainée par la Serre et le cours d'eau 03 de la commune de Sainte-Geneviève,,.
La Serre, d'une longueur de 96 km, prend sa source dans la commune de La Férée, à 265 m d'altitude, et se jette  dans l'Oise (rive gauche) à Danizy, à 52 m d'altitude, après avoir traversé 39 communes. Les caractéristiques hydrologiques du la Serre sont données par la station hydrologique située sur la commune de Montcornet. Le débit moyen mensuel est de 1,32 m3/s. Le débit moyen journalier maximum est de 28,5 m3/s, atteint lors de la crue du 7 janvier 2011. Le débit instantané maximal est quant à lui de 39,4 m3/s, atteint le 23 janvier 2009.

### Climat
Pour des articles plus généraux, voir Climat des Hauts-de-France et Climat de l'Aisne.
En 2010, le climat de la commune est de type climat des marges montargnardes, selon une étude du CNRS s'appuyant sur une série de données couvrant la période 1971-2000. En 2020, Météo-France publie une typologie des climats de la France métropolitaine dans laquelle la commune est exposée à un climat océanique altéré et est dans la région climatique Nord-est du bassin Parisien, caractérisée par un ensoleillement médiocre, une pluviométrie moyenne régulièrement répartie au cours de l'année et un hiver froid (3 °C).
Pour la période 1971-2000, la température annuelle moyenne est de 10,1 °C, avec une amplitude thermique annuelle de 15,1 °C. Le cumul annuel moyen de précipitations est de 859 mm, avec 13,2 jours de précipitations en janvier et 9,8 jours en juillet. Pour la période 1991-2020, la température moyenne annuelle observée sur la station météorologique la plus proche, située sur la commune de La Selve à 17 km à vol d'oiseau, est de 10,8 °C et le cumul annuel moyen de précipitations est de 710,7 mm,. Pour l'avenir, les paramètres climatiques de la commune estimés pour 2050 selon différents scénarios d'émission de gaz à effet de serre sont consultables sur un site dédié publié par Météo-France en novembre 2022.

## Urbanisme

### Typologie
Au 1er janvier 2024, Sainte-Geneviève est catégorisée commune rurale à habitat dispersé, selon la nouvelle grille communale de densité à 7 niveaux définie par l'Insee en 2022.
Elle est située hors unité urbaine et hors attraction des villes,.

### Occupation des sols

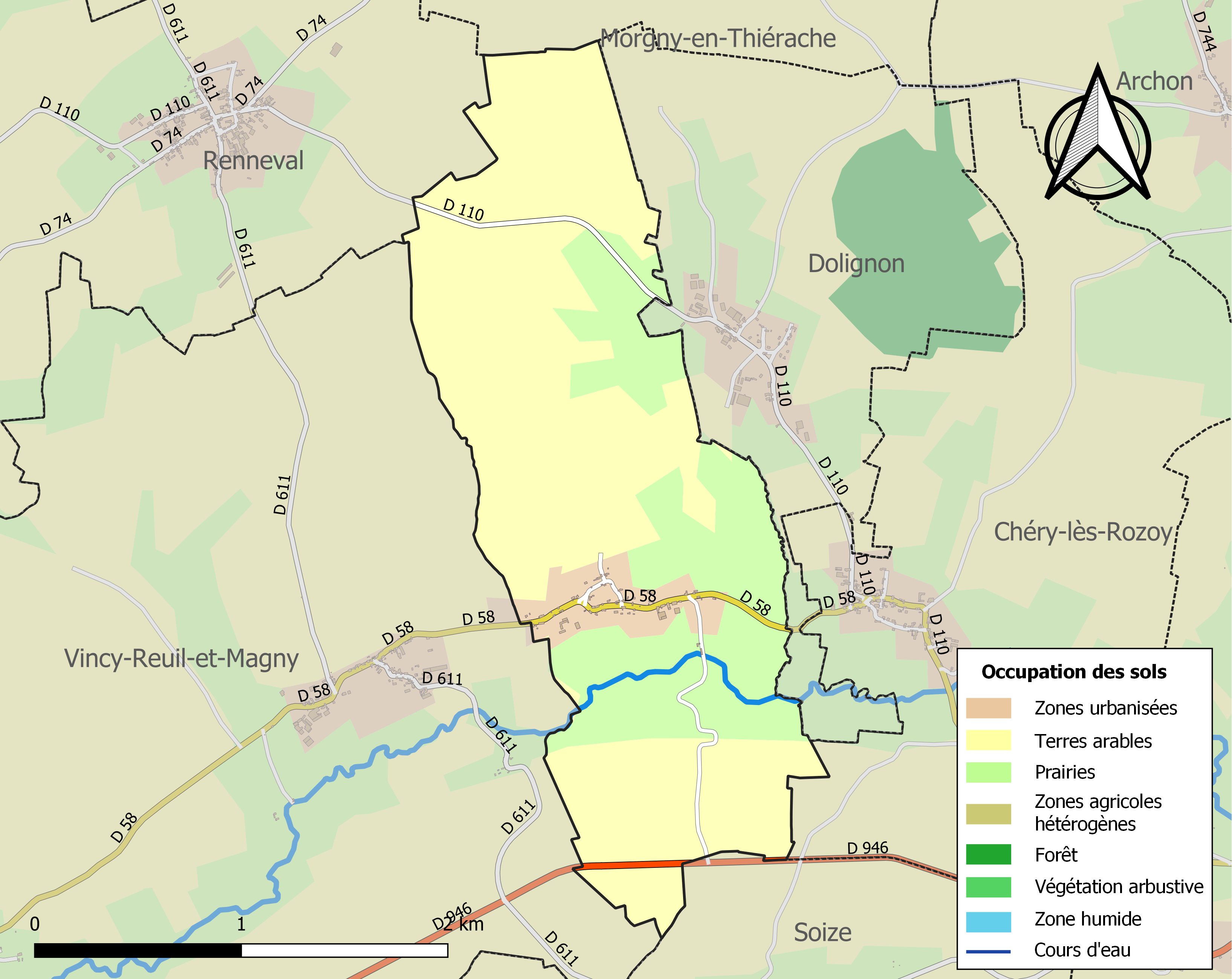
Carte de l'occupation des sols de la commune en 2018 (CLC).

L'occupation des sols de la commune, telle qu'elle ressort de la base de données européenne d'occupation biophysique des sols Corine Land Cover (CLC), est marquée par l'importance des territoires agricoles (94,6 % en 2018), une proportion identique à celle de 1990 (94,6 %). 
La répartition détaillée en 2018 est la suivante :  terres arables (65,8 %), prairies (28,7 %), zones urbanisées (5,4 %).
L'évolution de l'occupation des sols de la commune et de ses infrastructures peut être observée sur les différentes représentations cartographiques du territoire : la carte de Cassini (XVIIIe siècle), la carte d'état-major (1820-1866) et les cartes ou photos aériennes de l'IGN pour la période actuelle (1950 à aujourd'hui).

### Habitat et logement
En 2021, le nombre total de logements dans la commune était de 36, alors qu'il était de 37 en 2016 et en 2011. 
Parmi ces logements, 83,1 % étaient des résidences principales, 8,4 % des résidences secondaires et 8,4 % des logements vacants. Ces logements étaient pour 97,2 % d'entre eux des maisons individuelles et pour 2,8 % des appartements. 
Le tableau ci-dessous présente la typologie des logements à Sainte-Geneviève en 2021 en comparaison avec celle de l'Aisne et de la France entière. Une caractéristique marquante du parc de logements est ainsi une proportion de résidences secondaires et logements occasionnels (8,4 %) supérieure à celle du département (3,4 %) mais inférieure à celle de la France entière (9,7 %). 
| Typologie                                               | Sainte-Geneviève | Aisne | France entière |
| ------------------------------------------------------- | ---------------- | ----- | -------------- |
| Résidences principales (en %)                           | 83,1             | 86,7  | 82,2           |
| Résidences secondaires et logements occasionnels (en %) | 8,4              | 3,4   | 9,7            |
| Logements vacants (en %)                                | 8,4              | 9,9   | 8,1            |

### Voies de communication et transports
La commune est desservie par l'ancienne route nationale 46 (actuelle RD 946)qui lui donne un accès aisé depuis Laon et Montcornet, d'une part, et Rethel ou Charleville-Mézières, d'autre part.

## Toponymie
Le nom de la localité est attesté sous les formes Sancta-Genovefa ante Rosetum (1250) ; Sainte-Genneviève (1405) ; Sainte-Geneviefve (1406) ; Sainte-Geneviève-lez-Rozoy (1714).
L'hagiotoponyme Sainte-Geneviève fait référence à Geneviève de Paris, l'église lui est dédiée
La forme primaire Sancta-Genovefa ante Rosetum 1250 localise Sainte-Geneviève à proximité de Rozoy-sur-Serre.

## Histoire

### Ancien Régime
Avant la Révolution française, les décimateurs de la  paroisse Sainte-Geneviève étaient le chapitre de Rozoy et le curé, chacun pour moitié.
En 1760, on compte dans la paroisse six charrues, 50 arpents de prés, deux arpents et demi de bois, 6 arpents de Chènevières.
Sous l'Ancien Régime, la paroisse se trouve dans l'intendance de Soissons, dans le bailliage et dans l'élection de Laon, dans le diocèse de Laon.

### Époque contemporaine
La commune était traversée par la ligne de Laon à Liart, une ligne de chemin de fer ouverte par la Compagnie des chemins de fer du Nord en 1888 et dont le service voyageurs a été supprimé en 1969, et la gare la plus proche du village était celle de Chéry-lès-Rozoy. L'emprise de la ligne est aménagée en 2002 par l'intercommunalité comme chemin de randonnée.
Avant la Seconde Guerre mondiale, une ferme-château avec porche et colombier existait à Sainte-Genevière, dont il ne subsiste que quelques vestiges dont le chœur de l'église qui était la chapelle du château. Une centrale hydroélectrique fonctionnait avec l’énergie de la Serre, et avait une puissance de 35 cv.

## Politique et administration

### Rattachements administratifs et électoraux

#### Rattachements administratifs
La commune se trouvait dans l'arrondissement de Laon du département de l'Aisne. Par arrêté préfectoral du 20 décembre 2016, la commune en est détachée le 1er janvier 2017  pour intégrer l'arrondissement de Vervins,.  
Elle faisait partie depuis 1804 du canton de Rozoy-sur-Serre. Dans le cadre du redécoupage cantonal de 2014 en France, cette circonscription administrative territoriale a disparu, et le canton n'est plus qu'une circonscription électorale.

#### Rattachements électoraux
Pour les élections départementales, la commune fait partie depuis 2014 du canton de Vervins.
Pour l'élection des députés, elle fait partie de la première circonscription de l'Aisne depuis le dernier découpage électoral de 2010.

### Intercommunalité
Sainte-Geneviève est membre de la communauté de communes des Portes de la Thiérache, un établissement public de coopération intercommunale (EPCI) à fiscalité propre créé fin 1997 et auquel la commune a transféré un certain nombre de ses compétences, dans les conditions déterminées par le code général des collectivités territoriales.
La communauté de communes, bien que dépassant de peu les 5 000 habitants, n'a pas été contrainte de fusionner avec une autre intercommunalité, afin d'atteindre le seuil de 15 000 habitants, car bénéficiant d'une dérogation prévue par la loi portant nouvelle organisation territoriale de la République (Loi NOTRe) du 7 août 2015), car sa densité démographique est inférieure à 30 % de la densité nationale, c'est-à-dire inférieure à 31,02 hab/km2.

### Administration municipale
Le nombre d'habitants de la commune étant inférieur à 100, le nombre de membres du conseil municipal est de 7.

#### Liste des maires
| Période                                  | Période                       | Identité               | Étiquette | Qualité                                         |
| ---------------------------------------- | ----------------------------- | ---------------------- | --------- | ----------------------------------------------- |
| Les données manquantes sont à compléter. |                               |                        |           |                                                 |
|                                          |                               |                        |           |                                                 |
| 1799                                     | 1823                          | Louis François Bernier |           |                                                 |
| 1820[Passage problématique]              |                               | M. Labarre             |           |                                                 |
|                                          |                               |                        |           |                                                 |
| avant 1988                               |                               | Pierre Fricoteaux      |           |                                                 |
|                                          |                               |                        |           |                                                 |
| mars 2001                                | 2014                          | Jean-Louis Lange       |           |                                                 |
| 2014                                     | En cours (au 31 octobre 2024) | Guy Labroche           | SE        | Employé retraité Réélu pour le mandat 2020-2026 |

## Population et société

### Démographie
L'évolution du nombre d'habitants est connue à travers les recensements de la population effectués dans la commune depuis 1793. Pour les communes de moins de 10 000 habitants, une enquête de recensement portant sur toute la population est réalisée tous les cinq ans, les populations de référence des années intermédiaires étant quant à elles estimées par interpolation ou extrapolation. Pour la commune, le premier recensement exhaustif entrant dans le cadre du nouveau dispositif a été réalisé en 2008.

En 2022, la commune comptait 70 habitants, en évolution de −5,41 % par rapport à 2016 (Aisne : −1,97 %, France hors Mayotte : +2,11 %).
| 1793 | 1800 | 1806 | 1821 | 1831 | 1836 | 1841 | 1846 | 1851 |
| ---- | ---- | ---- | ---- | ---- | ---- | ---- | ---- | ---- |
| 147  | 157  | 145  | 190  | 228  | 208  | 185  | 198  | 186  |

| 1856 | 1861 | 1866 | 1872 | 1876 | 1881 | 1886 | 1891 | 1896 |
| ---- | ---- | ---- | ---- | ---- | ---- | ---- | ---- | ---- |
| 162  | 160  | 159  | 137  | 156  | 150  | 160  | 129  | 122  |

| 1901 | 1906 | 1911 | 1921 | 1926 | 1931 | 1936 | 1946 | 1954 |
| ---- | ---- | ---- | ---- | ---- | ---- | ---- | ---- | ---- |
| 109  | 110  | 115  | 106  | 106  | 97   | 94   | 121  | 94   |

| 1962 | 1968 | 1975 | 1982 | 1990 | 1999 | 2006 | 2008 | 2013 |
| ---- | ---- | ---- | ---- | ---- | ---- | ---- | ---- | ---- |
| 133  | 117  | 95   | 95   | 85   | 63   | 72   | 75   | 75   |

| 2018 | 2022 | - | - | - | - | - | - | - |
| ---- | ---- | - | - | - | - | - | - | - |
| 68   | 70   | - | - | - | - | - | - | - |

## Culture locale et patrimoine

### Lieux et monuments
On peut signaler :
- Église Sainte-Geneviève.
- Chemin de randonnée   « Le Val de Serre », aménagé sur l’ancienne ligne de Laon à Liart[35].
- Fontaine.

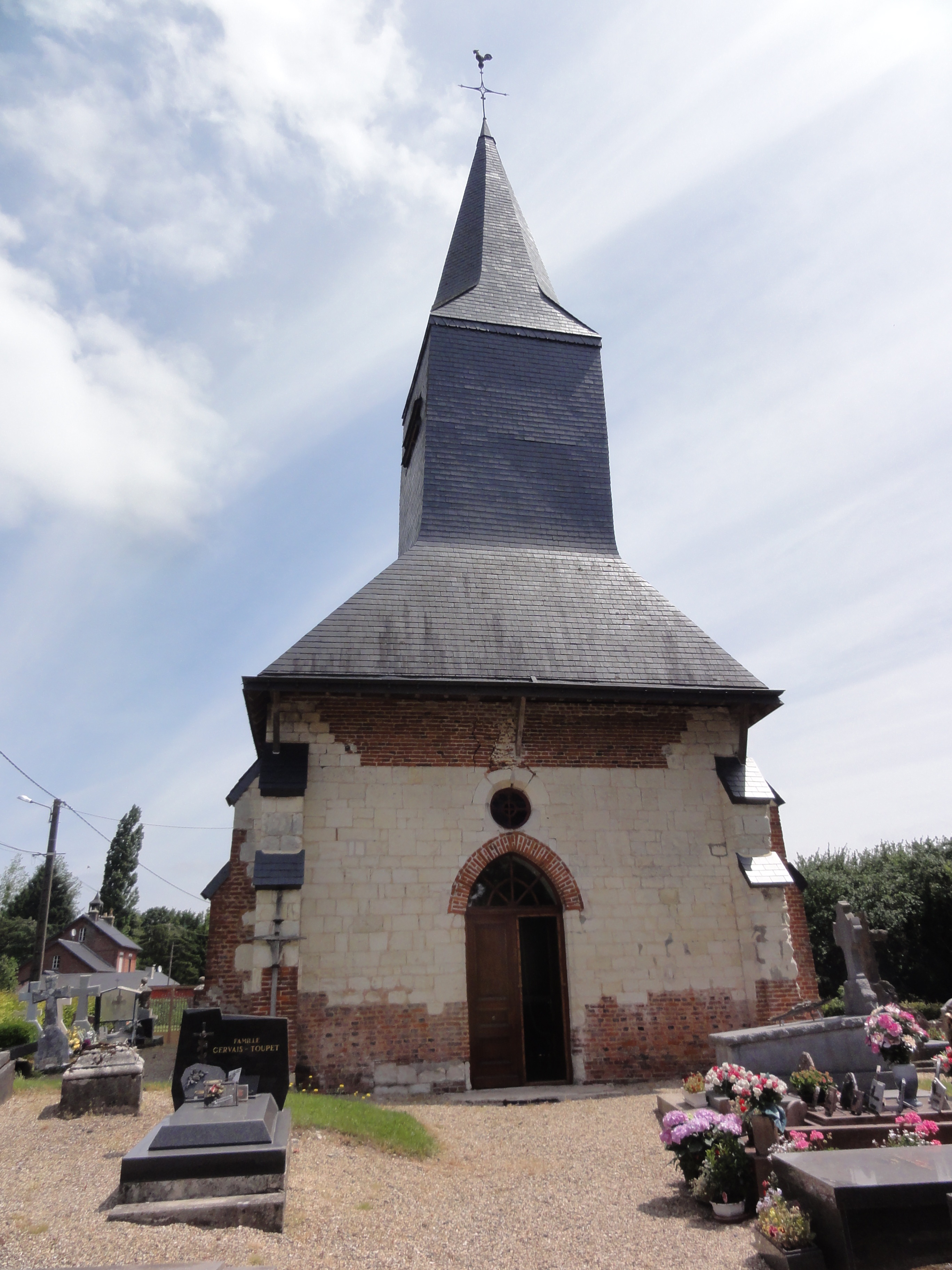
L'église Sainte-Geneviève...
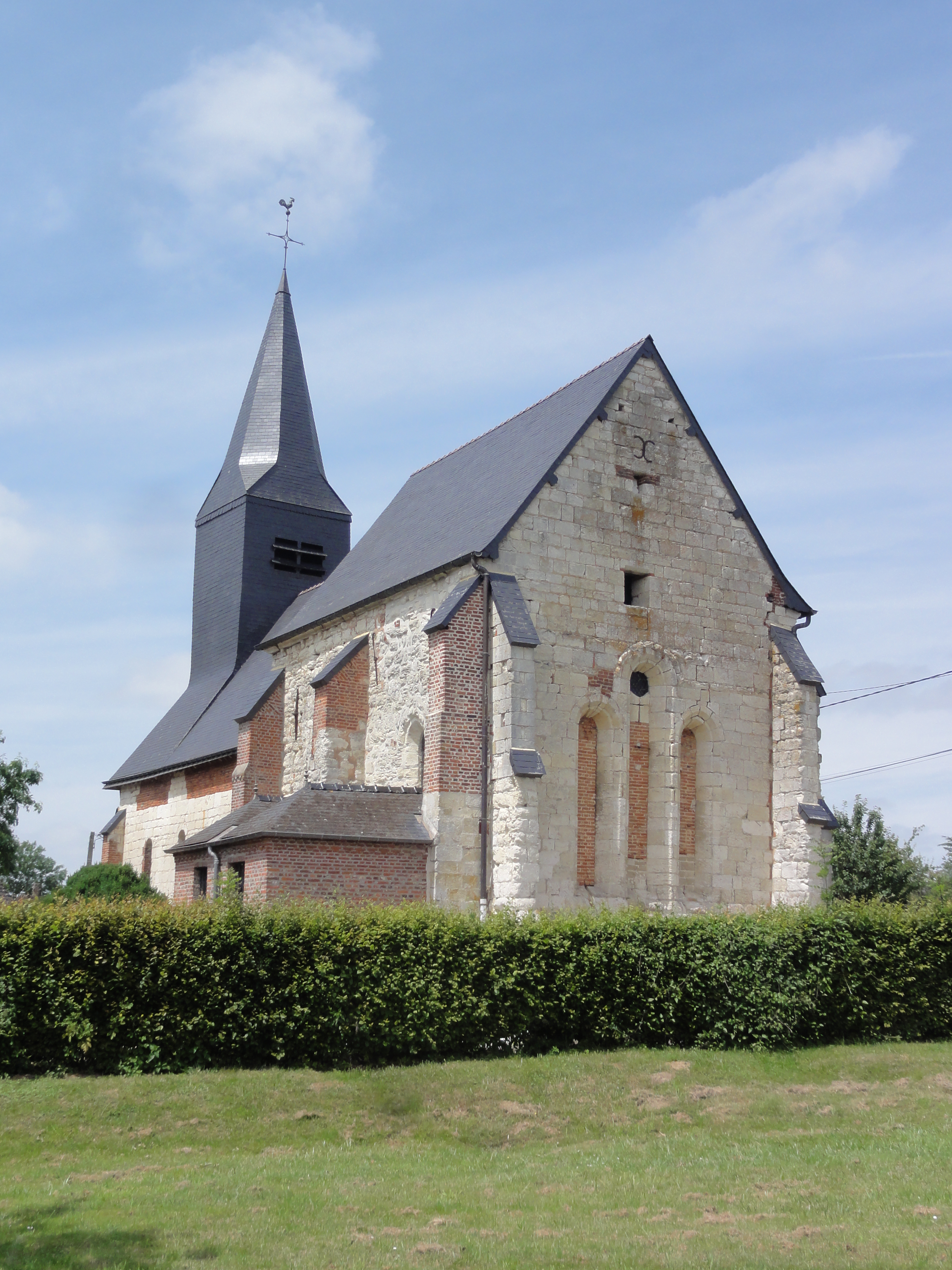
.. son chevet..
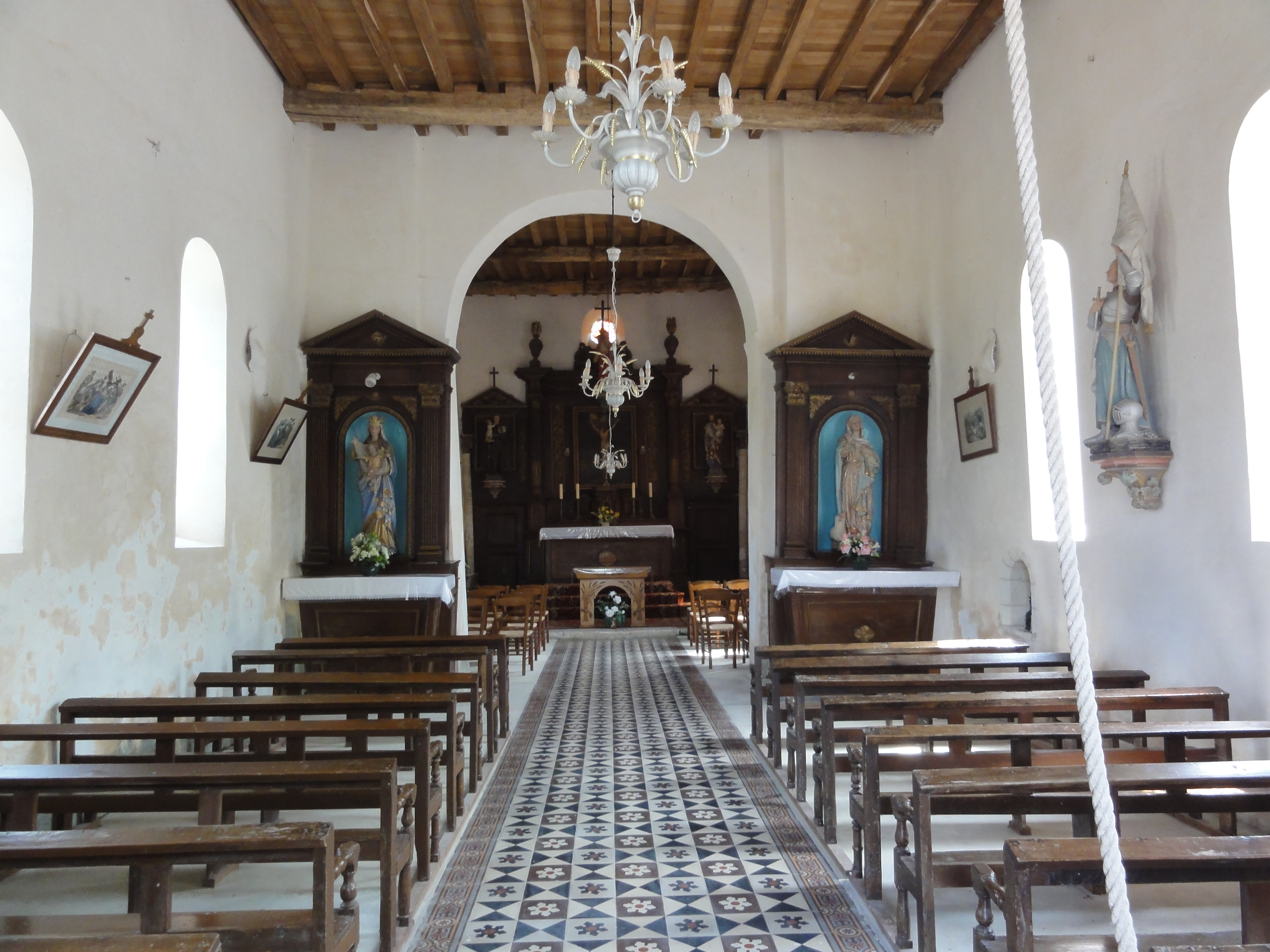
... sa nef ...
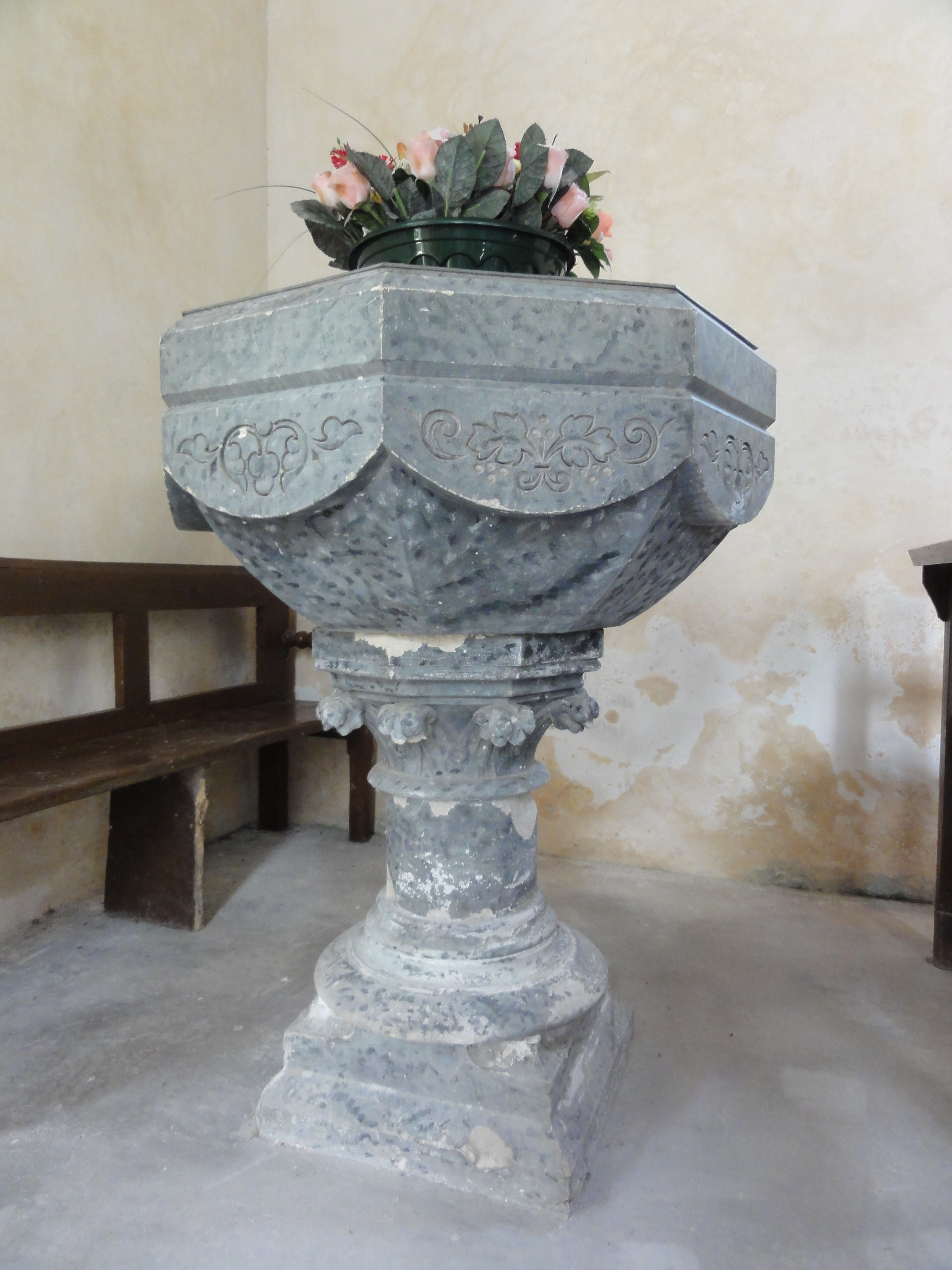
... et ses fonts baptismaux.
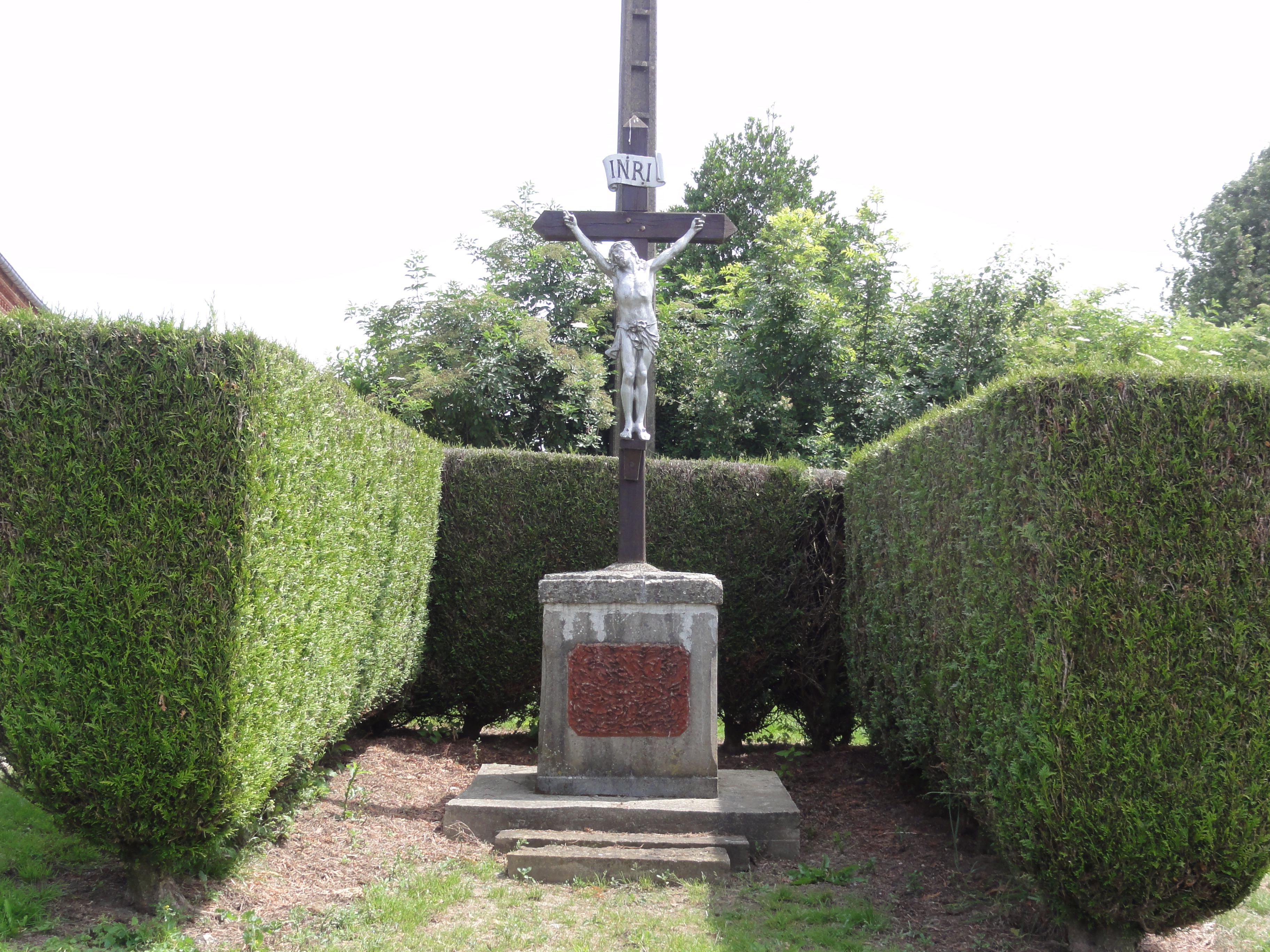
Le calvaire.

## Pour approfondir